# 3DES
3DES – algorytm szyfrowania symetrycznego polegający na trzykrotnym przetworzeniu wiadomości algorytmem DES:
1. szyfrujemy pierwszym kluczem,
2. deszyfrujemy drugim kluczem,
3. szyfrujemy trzecim kluczem.

Jeśli założymy, że {\displaystyle E_{i}(m)} jest operacją szyfrowania (encryption) kluczem o numerze „i” wiadomości „m” (message), a {\displaystyle D_{i}(m)} jest odpowiednio operacją deszyfrowania (decryption), to całość można zapisać jako:
{\displaystyle c=E_{3}(D_{2}(E_{1}(m))).}
Użycie deszyfrowania jako drugiej fazy nie wpływa na siłę algorytmu (deszyfrowanie w DES-ie jest identyczne jak szyfrowanie, tylko ma odwróconą kolejność rund), ale umożliwia – w razie konieczności – użycie 3DES w trybie kompatybilności z DES – za klucz pierwszy i drugi, lub drugi i trzeci przyjmujemy dowolny taki sam klucz, a za ostatni zwykły klucz DES-owski:
{\displaystyle c=E_{3}(D_{1}(E_{1}(m)))=E_{3}(m),}
{\displaystyle c=E_{3}(D_{3}(E_{1}(m)))=E_{1}(m).}
3DES używa takich samych rozmiarów bloków oraz trybów jak zwykły DES.
3DES z trzema różnymi kluczami (3TDES) ma siłę 168 bitów: trzykrotne szyfrowanie DES kluczem 56-bitowym (wliczając bit parzystości siła 3DES wynosi 192 bity), jednak ze względu na atak typu meet in the middle siła 3DES-a wynosi {\displaystyle 2^{112}.}